# چسترفیلد (سیگار)
چسترفیلد  (به انگلیسی: Chesterfield) یک برند سیگار ایجاد شده در ایالات متحده آمریکا است؛ که در حال حاضر توسط Altria تولید می‌شود. مالک فعلی این برند آلتریا است. این برند در سال ۱۸۹۶ پایه‌گذاری گردید.چستر فیلد سیگار مورد علاقه همفری بوگارت بود